# Souzána Nerántzi
Souzána Nerántzi (grec moderne : Σουζάνα Νεράντζη ; fl. 1830–1840), ou Susanna Nerantzi, est une pianiste et compositrice grecque

## Biographie
Elle est née peut-être à Zante, en Grèce. Elle est la plus ancienne compositrice grecque moderne connue.
Elle étudie le piano et la composition à Corfou avec Nikólaos Mántzaros et a composé des œuvres publiées par Francesco Lucca de Milan en 1839.
Certaines de ses œuvres sont exposées au Musée de la musique de la Société philharmonique de Corfou (en) .

## Œuvres
- Les souvenirs (op.26)
- Fantasia sulla romanza 'Il lago di Como' (op.27)
- Regret pour la patrie (op.28) [2]